# 韋利安·里安納度
韋利安（Willian Leonardo Machado dos Santos，1998年8月20日－），生於巴西聖安娜-利弗拉門圖，巴西職業足球運動員，司職中堅或防守中場，現時效力香港超級聯賽球會理文。

## 球會生涯

### 九龍城
2024年7月，韋利安加盟九龍城。

### 理文
2025年7月10日，理文宣佈韋利安加盟球隊。

## 外部連結
- 香港足球總會網頁球員註冊資料 （页面存档备份，存于）
- Transfermarkt （页面存档备份，存于）